# Fritz Schur
Fritz Henrik Schur, född 27 november 1951 i Vejle, är en dansk diplomat och företagsledare som är finländsk generalkonsul i Danmark sedan 1999 och styrelseordförande för flygbolaget SAS Group sedan 2008.
Han har tidigare varit styrelseordförande för Post Danmark (2002-2009), Dong Energy (2005-2014) och Postnord (2009-2013). Schur var också finländsk generalkonsul för enbart Köpenhamn mellan 1996 och 1999.
Han avlade kandidatexamen i nationalekonomi och företagsekonomi.
Schur var partner med sångerskan Birthe Kjær under två och ett halvt år på 1990-talet. Han blev utnämnd till kammarherre för det danska kungahuset 2010.